# Dražen Kutleša
Dražen Kutleša (Tomislavgrad (jugoszláv Bosznia-Hercegovina), 1968. szeptember 25. –) horvát katolikus pap, a Zágrábi főegyházmegye metropolita érseke.

## Papi pályafutása
1993. június 29-én szentelték pappá, és a Mostar-Duvnói egyházmegyében inkardinálták. A mostari székesegyházban plébánosként és a grudei plébánia adminisztrátoraként dolgozott. Ő is volt a mostari teológiai intézet oktatója és a kúria rektorhelyettese. 2001-ben védte meg kánonjogból doktorált a Pápai Urbaniana Egyetemen. 2006-tól a Püspöki Kongregáció tisztviselője[1].

### Püspöki pályafutása
2011. október 17-én XVI. Benedek pápa a Poreč-Pólai egyházmegye koadjutor püspökévé nevezte ki[1]. A Püspöki Kongregáció akkori prefektusa - Marc Ouellet bíboros - 2011. december 10-én szentelte püspökké. 2012. június 14-én, elődje nyugdíjba vonulása után megyéspüspök lett az egyházmegyében[2].
2020. július 11-én Ferenc pápa a Split-Makarskai főegyházmegye koadjutor érsekévé nevezte ki[3]. 2022. május 13-án vette át a metropolita érseki pozíciót az érsekségben, elődje nyugdíjba vonulása után.
2023. február 14-én szintén Ferenc pápa áthelyezte Kutlešát a Zágrábi főegyházmegye koadjutor érseki hivatalába[4]. 2023. április 15-én vette át a metropolita érseki pozíciót ebben az érsekségben[5].